# Unión de Patriotas Congoleños
La Unión de Patriotas Congoleños (francés: Union des Patriotes Congolais, UPC) es un movimiento rebelde congoleño, dirigido por Thomas Lubanga y constituido principalmente por miembros de la etnia hema.

## Historia
La UPC, cercana al gobierno ruandés, se ha implicado en la guerra que se desarrolla en la provincia de Ituri (República Democrática del Congo), en la que se opone al Frente de Nacionalistas Integracionistas (FNI), compuesto por población lendu. El 7 de enero de 2003, constituye una alianza con el Reagrupamiento Congoleño por la Democracia y se enfrenta a Angola. Desde ese momento se plantean encarnizados combates por controlar la ciudad de Bunia. La UPC fue acusada de utilizar niños-soldados en sus tropas. En 2002, la UPC y sus aliados perpetraron al parecer una matanza de varios cientos de personas en Songolo.
En agosto de 2002, la UPC tomó el control de la ciudad de Bunia con la ayuda de las fuerzas de Uganda, tras lo cual recibió apoyo de Ruanda. A finales de 2003, la UPC se dividió en varias facciones: una liderada por Kisembo Bahemuka y conocida como UPC-Kisembo (UPC-K), otra dirigida por Thomas Lubanga y conocida como UPC-Lubanga (UPC-L), y el Parti pour l'unité et la sauvegarde de l'intégrité du Congo (PUSIC) - Partido para la Unidad y la Salvaguardia de la Integridad del Congo, formado por Mandro Panga Kahwa. La UPC-L era militarmente más fuerte ya que la mayoría de la milicia permaneció en Lubanga. Después de los acuerdos de 2004, la mayor parte de la UPC-K finalmente se fusionó con PUSIC.
El 10 de junio de 2003, el ejército francés (operación Artémis), bajo mandato de la Organización de las Naciones Unidas, se instala en la región, dando origen a un proceso de desarme. El 25 de febrero de 2005, nueve soldados bengalíes (cascos azules) encuentran la muerte en Bunia. La UPC y el FNI negaron cualquier tipo de implicación. El 19 de marzo de 2005, Thomas Lubanga es detenido por el gobierno congoleño, tras la detención de otros dirigentes de las milicias. Mientras el "presidente nacional" está en la cárcel en Kinshasa, John Tinazabu, el secretario general, dirige el movimiento.
Bosco Ntaganda fue nombrado líder en su ausencia. Human Rights Watch afirma que entre agosto de 2002 y marzo de 2003, la UPC arrestó y torturó a más de 100 opositores, fue responsable del asesinato de un casco de paz de Kenian en enero de 2004 y del secuestro de un [[Marruecos] |Marroquí]] pacificador más tarde ese año. En enero de 2005, al comandante Bosco Ntaganda se le ofreció un puesto como general en las Fuerzas Armadas de la République Démocratique du Congo (FARDC) nacional (FARDC), pero había rechazado el puesto.

Thomas Lubanga fue trasladado el 17 de marzo de 2006 de Kinshasa a La Haya para comparecer ante la Corte Penal Internacional (CPI).
La UPC ganó tres escaños de la Asamblea Nacional en las elecciones generales de 2006 (Elecciones generales de la República Democrática del Congo).